# Aleksander Litwinowicz
Aleksander Litwinowicz, poljski general, * 27. februar 1879, Sankt Petersburg, Ruski imperij, † 14. januar 1948, Szczecin, Poljska.

## Napredovanja
- poročnik – 9. oktober 1914
- Stotnik – 1. april 1916
- major – 23. november 1918
- podpolkovnik – 1. november 1919
- polkovnik –
- Brigadni general – 31. marec 1924